# Antônio Manuel de Souza Guerra
Antônio Manuel de Souza Guerra, conhecido por "Antônio Guerra", foi estudioso e incentivador das artes cênicas em São João del-Rei/MG. Autor do livro: "Pequena História de Teatro, Circo, Música e Variedades em São João del-Rei - 1917 a 1967", importante compilação de dados sobre a História do teatro.
Durante sua vida, Antônio Guerra montou um grande acervo particular que contêm aproximadamente 300 livros, mais de 370 peças teatrais manuscritas ou datilografadas, aproximadamente 1.800 peças teatrais impressas em português, espanhol, inglês e francês, além de partituras musicais impressas e manuscritas, fotos, jornais e uma coleção de 13 álbuns confeccionados pelo próprio Antônio Guerra, entre os quais se encontra um relato da História do Teatro no Interior de Minas Gerais com enorme variedade de documentação. Este acervo foi doado à Universidade Federal de São João del-Rei e está disponível para consulta pública na biblioteca da mesma.